# Miss Tierra 2019
Miss Tierra 2019 fue la 19.ª edición del certamen Miss Tierra correspondiente al año 2019. Se realizó el 26 de octubre en el Okada Manila Resort & Casino en la ciudad de Parañaque, Filipinas. Candidatas de 85 países y territorios autónomos compitieron por el título. Al final del evento, Nguyễn Phương Khánh, Miss Tierra 2018 de Vietnam, coronó a Nellys Pimentel de Puerto Rico, como su sucesora.

## Resultados
| Resultados finales        | Candidata |
| ------------------------- | --- |
| Miss Tierra 2019          | - Puerto Rico - Nellys Pimentel |
| Miss Tierra - Aire        | - Estados Unidos - Emanii Jovan |
| Miss Tierra - Agua        | - República Checa - Klára Vavrušková |
| Miss Tierra - Fuego       | - Bielorrusia - Alisa Manenok |
| Semifinalistas (Top 10)   | - Chile - Fernanda Méndez - Nigeria - Modupe Garland - Nueva Zelanda - Tashan Kapene - Países Bajos - Nikki Prein - Polonia - Krystyna Sokołowska - Rusia - Anyta «Anna» Baksheeva                                                                                          |
| Cuartofinalistas (Top 20) | - Colombia - Yenny Carrillo - España - Sonia Hernández - Filipinas - Janelle Lazo - Ghana - Abena Appiah - Guam - Cydney Folsom - Guyana - Faydeha King - Inglaterra - Stephanie Wyatt - Japón - Yuka Itoku - Portugal - Bruna Silva - Tailandia - Teeyapar Sretsirisuvarna |

## Relevancia histórica del concurso

### Resultados
- Puerto Rico gana por primera vez el título.
- Estados Unidos clasifica por cuarta vez al cuadro de ganadoras.
- Puerto Rico y República Checa clasifican por segunda vez al cuadro de ganadoras.
- Bielorrusia clasifica por primera vez al cuadro de ganadoras.
- Colombia clasifica por sexto año consecutivo.
- Filipinas y Países Bajos clasifica por tercer año consecutivo.
- Chile, Ghana, Japón y Portugal clasifican por segundo año consecutivo.
- Estados Unidos, República Checa, Rusia y Tailandia clasificaron por última vez en 2017.
- Inglaterra clasificó por última vez en 2016
- Guam clasificó por última vez en 2015.
- España clasificó por última vez en 2014.
- Polonia clasificó por última vez en 2013.
- Puerto Rico clasificó por última vez en 2010.
- Nigeria clasificó por última vez en 2008.
- Bielorrusia, Guyana y Nueva Zelanda clasifican por primera vez.
- Venezuela rompe una racha de clasificaciones que tenía desde el 2005, de 14 años (la más extensa hasta esta edición).

## Medallero de Miss Tierra 2019
| Ranking | Delegadas       | Oro | Plata | Bronce | Total |
| ------- | --------------- | --- | ----- | ------ | ----- |
| 1       | Ghana           | 3   | 0     | 0      | 3     |
| 2       | España          | 2   | 1     | 0      | 3     |
| 3-4     | Chile           | 2   | 0     | 0      | 2     |
| 3-4     | Mongolia        | 2   | 0     | 0      | 2     |
| 5       | Venezuela       | 1   | 1     | 0      | 2     |
| 6       | Vietnam         | 1   | 0     | 2      | 3     |
| 7-8     | India           | 1   | 0     | 1      | 2     |
| 7-8     | Portugal        | 1   | 0     | 1      | 2     |
| 9-14    | Bolivia         | 1   | 0     | 0      | 1     |
| 9-14    | Kenia           | 1   | 0     | 0      | 1     |
| 9-14    | Nueva Zelanda   | 1   | 0     | 0      | 1     |
| 9-14    | Paraguay        | 1   | 0     | 0      | 1     |
| 9-14    | Polonia         | 1   | 0     | 0      | 1     |
| 9-14    | Ucrania         | 1   | 0     | 0      | 1     |
| 15      | Filipinas       | 0   | 4     | 0      | 4     |
| 16      | Puerto Rico     | 0   | 2     | 0      | 2     |
| 17-18   | Fiyi            | 0   | 1     | 1      | 2     |
| 17-18   | República Checa | 0   | 1     | 1      | 2     |
| 19-27   | Armenia         | 0   | 1     | 0      | 1     |
| 19-27   | China           | 0   | 1     | 0      | 1     |
| 19-27   | Croacia         | 0   | 1     | 0      | 1     |
| 19-27   | Dinamarca       | 0   | 1     | 0      | 1     |
| 19-27   | Estados Unidos  | 0   | 1     | 0      | 1     |
| 19-27   | Nigeria         | 0   | 1     | 0      | 1     |
| 19-27   | Panamá          | 0   | 1     | 0      | 1     |
| 19-27   | Serbia          | 0   | 1     | 0      | 1     |
| 19-27   | Zambia          | 0   | 1     | 0      | 1     |
| 28      | Tailandia       | 0   | 0     | 2      | 2     |
| 29-39   | Alemania        | 0   | 0     | 1      | 1     |
| 29-39   | Austria         | 0   | 0     | 1      | 1     |
| 29-39   | Bielorrusia     | 0   | 0     | 1      | 1     |
| 29-39   | Corea           | 0   | 0     | 1      | 1     |
| 29-39   | Crimea          | 0   | 0     | 1      | 1     |
| 29-39   | Ecuador         | 0   | 0     | 1      | 1     |
| 29-39   | Francia         | 0   | 0     | 1      | 1     |
| 29-39   | Guyana          | 0   | 0     | 1      | 1     |
| 29-39   | Nigeria         | 0   | 0     | 1      | 1     |
| 29-39   | Países Bajos    | 0   | 0     | 1      | 1     |
| 29-39   | Perú            | 0   | 0     | 1      | 1     |
|         |                 |     |       |        |       |

## Eventos y actividades del concurso
| Event                         | Event                         |                                  |                                    |  |
| ----------------------------- | ----------------------------- | -------------------------------- | ---------------------------------- |  |
| Competencia de Traje Típico   |                               |                                  |                                    |  |
| Asia & Oceanía                | Azzaya Tsogt-Ochir Mongolia   | Janelle Tee Filipinas            | Hoàng Thị Hạnh Vietnam             |  |
| América                       | Fernanda Méndez Chile         | Marianna Fuentes Panamá          | Alexandra Cáceres Perú             |  |
| África                        | Susan Kirui Kenia             | Venus Vlahakis Zambia            | Modupe Susan Nigeria               |  |
| Europa                        | Sonia Hernández España        | Klara Vavruskova República Checa | Anastasia Lebediuk Crimea          |  |
|                               |                               |                                  |                                    |  |
| Competencia de Traje de Noche |                               |                                  |                                    |  |
| Grupo Aire                    | Abena Appiah Ghana            | Emanii Davis Estados Unidos      | Bruna Silva Portugal               |  |
| Grupo Agua                    | Tashan Kapene Nueva Zelanda   | Nellys Pimentel Puerto Rico      | Tejaswini Manogna India            |  |
| Grupo Fuego                   | Michell Castellanos Venezuela | Sonia Hernández España           | Teeyapar Sretsirisuvarna Tailandia |  |
|                               |                               |                                  |                                    |  |
| Competencia de Traje de Baño  |                               |                                  |                                    |  |
| Grupo Aire                    | Bruna Silva Portugal          | Janelle Tee Filipinas            | Klara Vavruskova República Checa   |  |
| Grupo Agua                    | Diana Shabas Ucrania          | Nellys Pimentel Puerto Rico      | Antonela Paz Ecuador               |  |
| Grupo Fuego                   | Krystyna Sokolowska Polonia   | Modupe Susan Nigeria             | Nikki Prein Países Bajos           |  |
|                               |                               |                                  |                                    |  |
| Competencia Resort Wear       |                               |                                  |                                    |  |
| Grupo Aire                    | Abena Appiah Ghana            | Janelle Tee Filipinas            | Alisa Manenok Bielorrusia          |  |
| Grupo Agua                    | Hoàng Thị Hạnh Vietnam        | Nera Nikolić Croacia             | Faydeha Kingk Guyana               |  |
| Grupo Fuego                   | Sonia Hernández España        | Michell Castellanos Venezuela    | Kristyna Losova Alemania           |  |
|                               |                               |                                  |                                    |  |
| Competencia de Talento        |                               |                                  |                                    |  |
| Grupo Aire                    | Abena Appiah Ghana            | Janelle Tee Filipinas            | Zaira Begg Fiyi                    |  |
| Grupo Agua                    | Tejaswini Manogna India       | Wentian Hu China                 | Melanie Gassner Austria            |  |
| Grupo Fuego                   | Azzaya Tsogt-Ochir Mongolia   | Sara Langtved Dinamarca          | Lee Ha-nuey Corea                  |  |
|                               |                               |                                  |                                    |  |
| Competencia de Miss Amistad   |                               |                                  |                                    |  |
| Grupo Aire                    | Fernanda Méndez Chile         | Zaira Begg Fiyi                  | Sonate Terrassier Francia          |  |
| Grupo Agua                    | Jociani Repossi Paraguay      | Ljubica Rajković Serbia          | Hoàng Thị Hạnh Vietnam             |  |
| Grupo Fuego                   | Fernanda Castedo Bolivia      | Hripsime Sargsyan Armenia        | Teeyapar Sretsirisuvarna Tailandia |  |
|                               |                               |                                  |                                    |  |

### Premios Especiales
| Best Designer                | Emanii Davis - Estados Unidos |  |  |  |
| Best in Resort Wear          | Abena Appiah - Ghana          |  |  |  |
| Face of Futuristic Earth     | Janelle Tee - Filipinas       |  |  |  |
| Best Futuristic Filipiniaña  | Emanii Davis - Estados Unidos |  |  |  |
| Miss Earth Legazpi City 2019 | Cydney Shey Folsom - Guam     |  |  |  |
|                              |                               |  |  |  |

### Sponsor's Awards
| Miss Samsung               | Yenny Carrillo - Colombia     |  |  |  |
| Miss Queen Lions           | Alisa Manenok - Bielorrusia   |  |  |  |
| Miss Commerce              | Alisa Manenok - Bielorrusia   |  |  |  |
| Miss Legazpi City          | Stephanie Wyatt - Inglaterra  |  |  |  |
| Host Lion Legazpi Oriental | Emanii Davis - Estados Unidos |  |  |  |
| Miss RealMe                | Yuka Itoku - Japón            |  |  |  |
| Miss Oppo                  | Stephanie Wyatt - Inglaterra  |  |  |  |
| Miss Vivo                  | Abena Appiah - Ghana          |  |  |  |
| Terminal 2                 | Janelle Tee - Filipinas       |  |  |  |
| Miss Infinity Closet       | Abena Appiah - Ghana          |  |  |  |
| Miss Southerland           | Alisa Manenok - Bielorrusia   |  |  |  |
| Miss DOH Reg 5             | Evelyn Appiah - Ghana         |  |  |  |
| premio de elección global  | Tejaswini Manogna - India     |  |  |  |
|                            |                               |  |  |  |

## Candidatas
85 candidatas fueron elegidas o designadas para participar en Miss Tierra 2019:
(En la lista se utiliza su nombre completo, los sobrenombres van entrecomillados y los apellidos utilizados como nombre artístico, entre paréntesis; fuera de ella se utilizan sus nombres «artísticos» o simplificados).
| País/Territorio                      | Candidata                            | Edad | Residencia              | Grupos |
| ------------------------------------ | ------------------------------------ | ---- | ----------------------- | ------ |
| Alemania                             | Kristýna Losová                      | 20   | Hamburgo                | Fuego  |
| Argentina                            | Araceli Florencia Barreto Fessler    | 18   | Posadas                 | Fuego  |
| Armenia                              | Hripsime «Rippi» Sargsyan            | 25   | Ereván                  | Fuego  |
| Australia                            | Susana Danielle Downes               | 25   | Sídney                  | Fuego  |
| Austria                              | Melanie Gassner                      | 23   | Viena                   | Agua   |
| Bielorrusia                          | Alisa Manenok                        | 24   | Baránavichi             | Aire   |
| Bélgica                              | Caro van Gorp                        | 19   | Turnhout                | Aire   |
| Bolivia                              | Fernanda Isabel Castedo Vaca Pereyra | 23   | Santa Cruz de la Sierra | Fuego  |
| Bosnia y Herzegovina                 | Džejla Korajlić                      | 21   | Zenica                  | Aire   |
| Botsuana                             | Katlego Kasie «Modiane» Seitshiro    | 21   | Gaborone                | Aire   |
| Brasil                               | Maria Gabriela Hespanhol Batistela   | 20   | Ourinhos                | Agua   |
| Camboya                              | Thoung Mala                          | 20   | Kandal                  | Agua   |
| Camerún                              | Jessica Djoumbi Wandji               | 24   | Yaundé                  | Aire   |
| Canadá                               | Mattea Henderson                     | 24   | Calgary                 | Fuego  |
| Chile                                | Fernanda Isabel Méndez Tapia         | 27   | Los Vilos               | Aire   |
| China                                | Wentian Hu                           | 24   | Pekín                   | Agua   |
| Colombia                             | Yenny Katherine Carrillo Zapata      | 25   | San Martín              | Aire   |
| Corea                                | Lee Ha-nuey                          | 23   | Daegu                   | Fuego  |
| Costa Rica                           | Linda Ávila                          | 23   | San José                | Aire   |
| Crimea                               | Anastasia Lebediuk                   | 26   | Sebastopol              | Aire   |
| Croacia                              | Nera Nikolić                         | 24   | Dubrovnik               | Agua   |
| Dinamarca                            | Sara Langtved                        | 24   | Copenhague              | Fuego  |
| Ecuador                              | Karla Antonella Paz Marín            | 18   | Esmeraldas              | Agua   |
| Eslovenia                            | Charnée Bijön Bonno                  | 23   | Velenje                 | Aire   |
| España                               | Sonia Evelyn Hernández Romeo         | 22   | Ávila                   | Fuego  |
| Estados Unidos                       | Emanii Jovan Davis                   | 25   | Griffin                 | Aire   |
| Filipinas                            | Janelle Lazo Tee                     | 28   | Pásig                   | Aire   |
| Fiyi                                 | Zaira Zureen Begg                    | 24   | Suva                    | Aire   |
| Francia                              | Sonate Terrassier                    | 21   | Bayonne                 | Aire   |
| Ghana                                | Abena Appiah                         | 26   | Acra                    | Aire   |
| Guadalupe                            | Marika Moutoussamy                   | 21   | Morne-à-l'Eau           | Agua   |
| Guam                                 | Cydney Shey Folsom                   | 19   | Santa Rita              | Aire   |
| Guatemala                            | María Regina Barco Sandoval          | 20   | Jutiapa                 | Agua   |
| Guyana                               | Faydeha Cathylyna King               | 26   | Corriverton             | Agua   |
| Haití                                | Vitania Louissaint                   | 24   | Puerto Principe         | Aire   |
| Honduras                             | Rita Leonila Velásquez George        | 23   | Yoro                    | Fuego  |
| Hungría                              | Tünde Blága                          | 23   | Budapest                | Fuego  |
| India                                | Tejaswini Manogna                    | 23   | Hyderabad               | Agua   |
| Indonesia                            | Cinthia Kusuma Rani                  | 22   | Pontianak               | Aire   |
| Inglaterra                           | Stephanie Wyatt                      | 19   | Poole                   | Aire   |
| Irlanda del Norte                    | Shannon McCullagh                    | 22   | Belfast                 | Agua   |
| Islas Marianas del Norte             | Leisha Mendiola Deleon Guerrero      | 19   | Saipán                  | Aire   |
| Islas Vírgenes de los Estados Unidos | Talisha White                        | 24   | Saint Croix             | Fuego  |
| Israel                               | Reem Matar                           | 20   | Nazaret                 | Agua   |
| Italia                               | Letizia Percoco                      | 19   | Roncadelle              | Agua   |
| Japón                                | Yuka Itoku                           | 23   | Ōita                    | Aire   |
| Kazajistán                           | Altynay Assenova                     | 21   | Almatý                  | Fuego  |
| Kenia                                | Susan «Suzy» Kirui                   | 25   | Nairobi                 | Agua   |
| Liberia                              | Georgia Leela Bemah                  | 26   | Condado de Bong         | Agua   |
| Malasia                              | Nur Haziyah Fatin                    | 23   | Kuching                 | Fuego  |
| Malta                                | Alexia Pauline Tabone                | 25   | Tarxien                 | Agua   |
| Mauricio                             | Gyanisha Ramah                       | 22   | Port Louis              | Aire   |
| México                               | Hilary Riguel Osmara Islas Montés    | 18   | Compostela              | Aire   |
| Mongolia                             | Azzaya Tsogt-Ochir                   | 24   | Ulán Bator              | Fuego  |
| Montenegro                           | Nikoleta Rakočević                   | 23   | Tivat                   | Fuego  |
| Myanmar                              | May Thadar Ko                        | 21   | Mandalay                | Aire   |
| Nepal                                | Riya Basnet                          | 22   | Katmandú                | Fuego  |
| Nigeria                              | Modupe Susan Garland                 | 21   | Lagos                   | Fuego  |
| Nueva Zelanda                        | Tashan Kapene                        | 19   | Tauranga                | Agua   |
| Países Bajos                         | Nikki Prein                          | 21   | Doetinchem              | Fuego  |
| Panamá                               | Marianna Fuentes Pereira             | 22   | Panamá                  | Agua   |
| Papúa Nueva Guinea                   | Pauline Tibola                       | 24   | Arawa                   | Agua   |
| Paraguay                             | Jociani Daysi Repossi Da Silva       | 25   | Alto Paraná             | Agua   |
| Perú                                 | Alexandra Cáceres Drago              | 24   | Cajamarca               | Aire   |
| Polonia                              | Krystyna Sokołowska                  | 22   | Bialystok               | Fuego  |
| Portugal                             | Bruna Silva                          | 18   | Braga                   | Aire   |
| Puerto Rico                          | Nellys Rocío Pimentel Campusano      | 22   | San Juan                | Agua   |
| República Checa                      | Klára Vavrušková                     | 20   | Kostelec nad Orlicí     | Aire   |
| República Dominicana                 | Dorka Yasmín Evangelista             | 22   | Santo Domingo           | Fuego  |
| República Eslovaca                   | Stanislava Lučková                   | 26   | Košice I                | Agua   |
| Reunión                              | Anaïs Payet                          | 21   | Sainte-Marie            | Agua   |
| Ruanda                               | Paulette Ndekwe Igiraneza            | 19   | Kigali                  | Aire   |
| Rusia                                | Anyta «Anna» Baksheeva               | 18   | Chitá                   | Fuego  |
| Serbia                               | Ljubica Rajković                     | 25   | Novi Sad                | Agua   |
| Sierra Leona                         | N'jainatu Sesay                      | 22   | Área rural de Freetown  | Fuego  |
| Singapur                             | Gerlyn Cheah                         | 24   | Ciudad de Singapur      | Fuego  |
| Sudáfrica                            | Nazia Wadee                          | 22   | Gauteng                 | Fuego  |
| Sudán del Sur                        | Asara Bullen Panchol                 | 22   | Yuba                    | Fuego  |
| Tailandia                            | Teeyapar Sretsirisuvarna             | 27   | Bangkok                 | Fuego  |
| Tonga                                | Titania Tiara Monic Matekuolava      | 24   | Auckland                | Agua   |
| Ucrania                              | Diana Shabas                         | 20   | Novovolynsk             | Agua   |
| Venezuela                            | Michell Castellanos                  | 24   | Barquisimeto            | Fuego  |
| Vietnam                              | Hoàng Thị Hạnh                       | 27   | Nghệ An                 | Aire   |
| Zambia                               | Venus Mary Vlahakis                  | 20   | Lusaka                  | Aire   |
| Zimbabue                             | Esther Monalisa Chiredzero           | 20   | Harare                  | Aire   |

## Datos acerca de las delegadas
- Algunas de las delegadas del Miss Tierra 2019 han participado, o participarán, en otros certámenes internacionales de importancia:
  - Alisa Manenok (Bielorrusia) fue semifinalista en Miss Internacional 2016 representando a Rusia y fue ganadora de World Beauty Queen 2016, representando a este mismo país.
  - Fernanda Méndez (Chile) como 1.ª finalista de Miss Earth Chile 2016 participó en Miss Atlántico Internacional 2017.
  - Azzaya Tsogt-Ochir (Mongolia) participó en Miss Internacional 2015.
  - Abena Appiah (Ghana) participó en Miss Universo 2014 y se coronó como Miss Grand International 2020, en este último representando a Estados Unidos
  - Hripsime Sargsyan (Armenia) participó en Miss Intercontinental 2015.
  - Mattea Henderson (Canadá) participó en Miss Intercontinental 2017.
  - Yenny Carrillo (Colombia) fue primera finalista en el certamen Miss Globe 2016 y fue ganadora de Reina Mundial del Banano 2017.
  - Hoàng Hạnh (Vietnam) fue primera finalista en el certamen Miss Asia Beauty 2017.
  - Jessica Djoumbi (Camerún) participó en Miss Heritage International 2019.
  - Teeyapar Sretsirisuvarna (Tailandia) fue primera finalista en Miss City Tourism International 2017, finalista en Global Charity Queen 2018 y semifinalista en Miss Asia 2018.

- Algunas de las delegadas nacieron o viven en otro país al que representaron, o bien, tienen un origen étnico distinto:
  - Susana Downes (Australia) tiene ascendencia filipina.
  - Janelle Tee (Filipinas) tiene ascendencia china.
  - Jociani Repossi (Paraguay) tiene ascendencia brasileña.
  - Nellys Pimentel (Puerto Rico) tiene ascendencia dominicana.
  - Nazia Wadee (Sudáfrica) tiene ascendencia india.
  - Venus Mary Vlahakis (Zambia) tiene ascendencia filipina y griega.

## Sobre los países en Miss Tierra 2019

### Naciones debutantes
- Islas Marianas del Norte y Papúa Nueva Guinea participarán por primera vez en el certamen.

### Naciones ausentes
- Bahamas, Belice, Chipre, Cuba, Curazao, Egipto, Grecia, Irlanda, Moldavia, Rumanía, Samoa, Sri Lanka, Suecia y Trinidad y Tobago no participarán en esta edición del certamen.

### Naciones que regresan a la competencia
- Sudán del Sur que participó por última vez en 2013.
- Botsuana y Kazajistán que participaron por última vez en 2014.
- Fiyi que participó por última vez en 2015.
- Kenia, República Eslovaca y Zimbabue que participaron por última vez en 2016.
- Canadá, Islas Vírgenes de los Estados Unidos y Mongolia que participaron por última vez en 2017.